# Felino
Felino är en ort och kommun i provinsen Parma i regionen Emilia-Romagna i Italien. Kommunen hade 8 983 invånare (2018).